# Cowin E3
Cowin E3 – samochód osobowy klasy kompaktowej produkowany pod chińską marką Cowin w latach 2017–2018.

## Historia i opis modelu

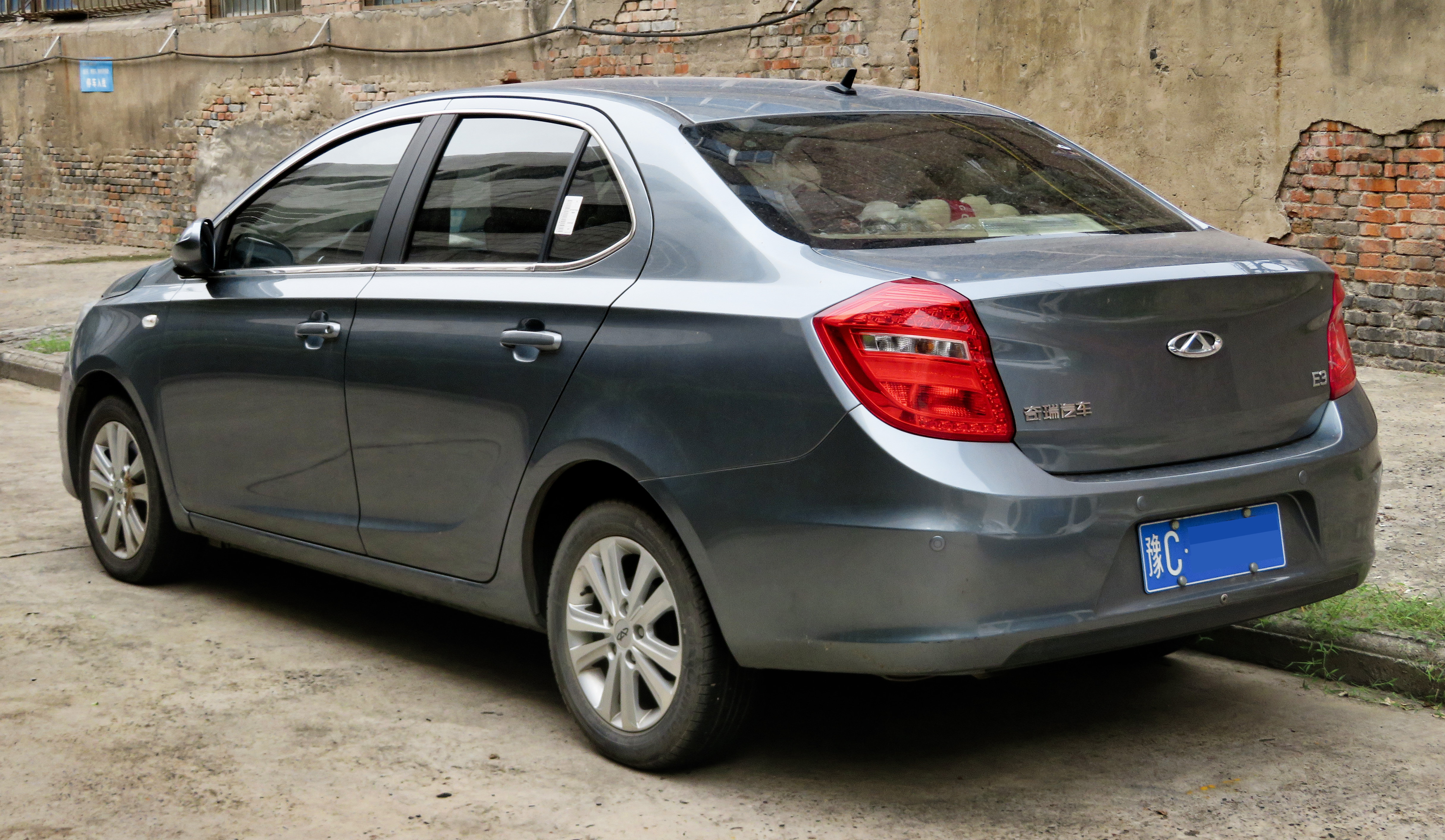
Cowin E3 - tył

W listopadzie 2017 roku przedstawiono kolejny model poszerzający ofertę modelową marki Cowin w postaci sedana E3, który powstał jako bliźniacza konstrukcja wobec przedstawionego w 2013 modelu Chery E3. Pod kątem wizualnym samochód odróżnił się innym wyglądem atrapy chłodnicy z chromowaną obwódką oraz pozostałymi detalami jak m.in. kształt zderzaków i kierownicy w kabinie pasażerskiej.
Gamę jednostek napędowych utworzyły dwie jednostki napędowe: 1,5-litrowy czterocylindrowy silnik benzynowy o mocy 109 KM lub 1,6-litrowy o mocy 110 KM. Pojazd dostępny był w trzech wariantach wyposażeniowych: Comfort, Deluxe oraz Premium.

### Sprzedaż
Cowin E3 oferowany był na rodzimym rynku chińskim jedynie przez rok, pozostając w sprzedaży do końca 2018 roku. Producent próbował wzbudzić szerokie zainteresowanie nabywców poprzez różne pakiety finansowania zakupu oraz wydłużone oferty gwarancyjne na 1 milion kilometrów lub 10 lat użytkowania.

### Silniki
- R4 1.5l 109 KM